# Bengt Georg Berghman
Bengt Georg Berghman, född 20 maj 1710 i Väckelsångs socken, Kronobergs län, död 8 december 1764, var en svensk lagman.
Han utsågs till häradshövding i Hölebo härad 1750.
Han var från 1762 intill sin död 1764 lagman i Södermanlands lagsaga